# World War II Online
World War II Online (WWIIOL) är ett MMOFPS-datorspel som utspelar sig under andra världskriget. WWIIOL går ut på att spelare ansluter sig till endera av två sidor: de allierade eller axelmakterna, och tillsammans med andra på samma sida strider spelaren i en virtuell modell av Västeuropa. Varje spelare kan inta en särskild roll; vissa är piloter, andra kör lastbil eller stridsvagn, andra är infanterisoldater eller artillerister. Spelvärlden är en enda kontinuerlig värld som sträcker sig från västra Tyskland över södra Nederländerna, Belgien, norra Frankrike över Engelska kanalen till sydöstra England i skala 1:2 vilket gör att spelets värld är nästan 30 000 kvadratkilometer stor.
Denna gigantiska virtuella värld innehåller över 500 historiska byar, städer och storstäder. Vissa orter ligger inom synhåll från varandra, mellan andra orter ligger vidsträckt landskap av fält, skogsdungar och större skogar samt floder som Rhen, Mosel/Moselle och Meuse. Dock är inte orterna skapade efter sina historiska förlagor utan mycket enklare i sin utformning. Dock är de mycket funktionella så som de ser ut nu. 

## Historia
WWIIOL släpptes strax efter Anarchy Online och var liksom detta MMOFPS-spel ett fullkomligt fiasko vid publiceringen; nära nog ingenting fungerade som utlovat och stora mängder funktioner och enheter fanns inte med. Efter att producenten Cornered Rat Software (CRS) under en lång tid jobbat med att förbättra produkten har man nu en relativt stabil om än inte särskilt stor spelarbas. Å andra sidan är spelarbasen - som uppskattas till 300-500 jämfört med många andra massiva onlinespel relativt mogen med en medelåldern på över 30, varav många är aktiva eller pensionerade militärer från hela världen.
Hösten 2005 gjorde CRS en ny version av WWIIOL. För att undvika negativa associationer med den katastrofala publiceringen sommaren 2001 döptes spelet om till World War II Online:Battleground Europe med betoning på Battleground Europe. Detta var version 1.19.0 av WWIIOL, i november 2006 är det version 1.24.2 som används.

## Realism
WWIIOL är realistiskt i den meningen att det inte använder sig av skadepoäng. Istället använder det en realistisk fysikmotor. WWIIOL bygger på realistiska skademodeller samt att alla projektiler följer ballistikens lagar. För att slå ut till exempel en stridsvagn måste spelaren först penetrera pansaret och därefter måste projektilen göra skada inuti stridsvagnen, till exempel döda besättningsmän eller förstöra motorn. För att lyckas penetrera pansar måste spelaren använda en tillräckligt kraftfull kanon. Då alla projektiler i WWIIOL beter sig som i verkligheten måste målet vara inom den kanonens effektiva räckvidd. Dessutom måste spelaren ha en bra vinkel till målet där 90° är optimalt vid träff, samtidigt som vissa sidor har tunnare pansar (fronten på stridsvagnar är starkast). Slutligen måste spelaren ibland använda pansarbrytande ammunition för att granaten skall lyckas penetrera pansaret.
Alla fordon och materiel (stridsvagnar, pansarbilar, flygplan, lastbilar, artilleripjäser, gevär, kulsprutor med mera) ser inte bara på ytan ut som sina historiska förlagor, även dess prestanda är så långt det är möjligt den samma som i verkligheten. Även kanonernas granater samt bombplanens bomber är utformade efter historiska förlagor varför de har olika effekt. Detta medför också att infanteriet är mycket sårbart och kan dödas med en träffa från ett gevär. Samtidigt är stridsvagnar mycket sårbara om de inte samarbetar med infanteri. Anledningen är att besättningen inne i en stridsvagn har svårt att uppfatta vad som händer utanför stridsvagnen varför fienden relativt lätt kan smyg upp på en oförsiktig stridsvagn som inte har stöd från omgivande infanteri. En annan realistisk aspekt av WWIIOL är att spelarna har ett mycket lång synfält på marken (jämfört med många andra spel). Sikten på marken är cirka 4000 meter, och i luften 8000 meter från 1500 meters höjd och uppåt. Från havsytan är sikten cirka 8000 meter för båtar och fartyg. Samtidigt - om spelaren har en tillräckligt kraftfull dator - tillåter spelet att man ser upp till 128 spelare samtidigt. Detta är viktigt då många slag har ett par hundra spelare på båda sidor inom ett par kilometers radie.
Även ljudet är utmärkande i WWIIOL. Varje fordonsmodell har sitt eget karaktäristiska motorljud och varje vapen har sin egen ljudsignatur. Det är därför möjligt att på flera kilometers avstånd avgöra vilken stridsvagnstyp eller lastbilstyp som närmar sig eller vilken typ av kanon som skjuter i fjärran. Ett tyskt Mausergevär och ett brittiskt Lee-Enfieldgevär låter olika varför man snabbt vet om det är en vän eller fiende som skjuter.

## Kampanjer
WWIIOL spelas i så kallade kampanjer. Varje kampanj tar mellan fyra och åtta veckor innan en av sidorna har vunnit. Då avslutas kampanjen och ett intermezzo på ett par tre dagar startar innan nästa kampanj påbörjas. En av anledningarna till det korta uppehållet mellan varje kampanj är att de spelare som är aktiva som virtuella officerare för de allierade och axelmakterna skall få lite andrum.  